# Malo (ilha)

Malo é uma ilha situada na província de Sanma, em Vanuatu. Possui 180 km². Em 1979 a população da ilha era de 2.312 habitantes.